# Rpmdrake
rpmdrake是urpmi套件管理員的圖形介面，讓使用者可以圖形介面的方式安裝軟體包。它是Mandriva Linux及Mageia的一個組件。
這個程式是以gtk2-perl寫成，並具有下列特性：
- 可從設定好的安裝媒體中（光碟、網站或其他網路資源）升級軟體包列表。
- 可以清楚的看到欲安裝軟體的相依性。
- 在作業系統中安裝及反安裝軟體包。

rpmdrake是一個以GNU通用公共授權條款第二版釋出的自由軟體。
urpmi則是由Guillaume Cottenceau開發，爾後經Rafael Garcia-Suarez、Thierry Vignaud等人接手維護。最初是在Mandriva上使用，後來移轉到了Mageia上（見、（页面存档备份，存于））。